# Sebastián Lerdo de Tejada, Veracruz
Sebastián Lerdo de Tejada är en ort i Mexiko.   Den ligger i kommunen Tihuatlán och delstaten Veracruz, i den sydöstra delen av landet, 210 km nordost om huvudstaden Mexico City. Sebastián Lerdo de Tejada ligger 73 meter över havet och antalet invånare är 497.
Terrängen runt Sebastián Lerdo de Tejada är huvudsakligen platt, men söderut är den kuperad. Sebastián Lerdo de Tejada ligger nere i en dal. Runt Sebastián Lerdo de Tejada är det ganska tätbefolkat, med 108 invånare per kvadratkilometer. Närmaste större samhälle är Poza Rica de Hidalgo, 16,5 km sydost om Sebastián Lerdo de Tejada. Omgivningarna runt Sebastián Lerdo de Tejada är en mosaik av jordbruksmark och naturlig växtlighet.